# Pamisos (mytologie)
Pamisos (řecky Πάμισος) je v řecké mytologii bůh řeky Pamisos v Messénii.
V literatuře jej zmiňuje pouze Pausaniás, který uvádí, že mu messénští králové museli každoročně obětovat. Za zakladatele kultu je považován messénský král Sýbotas. Podle Pausania byly navíc malé děti u pramenů řeky uzdravovány.
Jeho svatyni objevil při vykopávkách u pramene řeky ve vesnici Agios Floros ve 30. letech dvacátého století švédský archeolog Natan Valmin. Nalezené nápisy o zasvěcení svědčí o tom, že Pamisos byl kultovně uctíván. Jeden z reliéfů ze 2. století před Kristem jej představuje jako býka.